# Фальде
Фальде (нем. Vahlde) — община в Германии, в земле Нижняя Саксония.
Входит в состав района Ротенбург-на-Вюмме. Подчиняется управлению Финтель. Население составляет 695 человек (на 31 декабря 2010 года). Занимает площадь 17,53 км².
Коммуна подразделяется на 3 сельских округа.

## История
В 1180 году Вальде впервые упоминается в документах князя-епископа Верденского . Вальде и районы Бенкело и Рипе были до 1940 года частями прихода Шесслер, позже принадлежали приходу Финтел.